# HD339102
HD339102 — хімічно пекулярна зоря спектрального класу B7, що має видиму зоряну величину в смузі V приблизно  9,6.
Вона  розташована на відстані близько 782,1 світлових років від Сонця.

## Пекулярний хімічний склад
Зоряна атмосфера HD339102 має підвищений вміст 
Si
.